# A szerelem Harley Davidsonon érkezik
A szerelem Harley Davidsonon érkezik (eredeti cím: Don't Tell Her It's Me vagy The Boyfriend School) 1990-ben bemutatott amerikai romantikus filmvígjáték, melyet Malcolm Mowbray rendezett. A forgatókönyvet saját, 1989-es The Boyfriend School című regényéből Sarah Bird írta. A főbb szerepekben Steve Guttenberg, Shelley Long és Jami Gertz látható.

## Cselekmény
A képregényrajzoló Gus Kubicek (Steve Guttenberg) túlélte a Hodgkin-kórt, jelenleg kopasz, depressziós és túlsúlyos. Romantikus regényíró nővére, Lizzie Potts (Shelley Long) segíteni szeretne magányos testvérén és összehozni őt egy számára megfelelő nővel. Gus találkozik Emilyvel (Jami Gertz), akibe első látásra beleszeret, azonban a lány nem viszonozza érzelmeit. Lizzie ráveszi Gust, hogy egy romantikus regényeiből idealizált férfivá gyúrja őt és a cél érdekében legyen vonzó, külföldi macsó.
Néhány hónap múlva Gus lefogy, hosszú hajat növeszt és felveszi Lobo Marunga, az új-zélandi motoros személyiségét, aki mindenhova Harley-Davidsonnal jár. Lobo megmenti Emilyt egy benzinkútban történő rablástól. A lány, aki nem ismeri fel Gust, beleszeret a férfiba és szakít hűtlenkedő barátjával, Trout-tal (Kyle MacLachlan). A szerelmes Emily lefekszik a Lobónak hitt Gusszal, aki másnap elmondja neki az igazságot. Emily dühös lesz és szakít a férfival. Lizzie azt mondja Emilynek, Gus New York-ba költözik új életet kezdeni, azonban ő csak egy barátja esküvőjére megy.
Emily követi Gust a repülőtéren, ahol megcsókolják egymást, amit Gus nővére távcsőn keresztül figyel. Ezután együtt mennek el az esküvőre.

## Szereplők
| Színész          | Szerep         | Magyar hang            | Magyar hang        |
| Színész          | Szerep         | 1. szinkron (1992)     | 2. szinkron (2006) |
| ---------------- | -------------- | ---------------------- | ------------------ |
| Steve Guttenberg | Gus Kubicek    | Berzsenyi Zoltán       | Vári Attila        |
| Jami Gertz       | Emily Pear     | Détár Enikő            |                    |
| Shelley Long     | Lizzie Potts   | Kocsis Mariann         | Keönch Anna        |
| Kyle MacLachlan  | Trout          | Malcsiner Péter        | Tarján Péter       |
| Mädchen Amick    | Mandy          | Kiss Erika             |                    |
| Kevin Scannell   | Mitchell Potts | Sinkovits-Vitay András |                    |
| Beth Grant       | Babette        | Balogh Emese           |                    |

## Fordítás
- Ez a szócikk részben vagy egészben  a   Don't Tell Her It's Me című angol Wikipédia-szócikk fordításán alapul.  Az eredeti cikk szerkesztőit annak laptörténete sorolja fel. Ez a jelzés csupán a megfogalmazás eredetét és a szerzői jogokat jelzi, nem szolgál a cikkben szereplő információk forrásmegjelöléseként.